# ラチーネス
ラチーネス（イタリア語: Racines ; ドイツ語: Ratschings ラーチングス）は、イタリア共和国トレンティーノ＝アルト・アディジェ州ボルツァーノ自治県にある人口約4,500人の基礎自治体（コムーネ）。

## 地理

### 位置・広がり
ボルツァーノ自治県北部に位置する。北にオーストリアのチロル州と接する。

#### 隣接コムーネ
隣接するコムーネ、およびそれに相当する行政区画は以下の通り。括弧内のAT-7はオーストリアのチロル州所属を示す。
- ブレンネロ - 北東
- ヴィピテーノ - 東
- カンポ・ディ・トレンス - 南東
- サレンティーノ - 南
- サン・レオナルド・イン・パッシーリア - 南西
- モーゾ・イン・パッシーリア - 西
- ゼルデン (AT-7) - 北西
- ノイシュティフト・イム・シュトゥーバイタール（英語版） (AT-7) - 北西

## 行政

### 分離集落
ラチーネスには、以下の分離集落（フラツィオーネ）がある。
- Calice (Kalch), Casateia (Gasteig), Mareta (Mareit), Racines di Dentro (Ratschings), Racines di Fuori (Stange), Ridanna (Ridnaun), Telves (Telfes), Valgiovo (Jaufental), Masseria ("Maiern"),

## 住民

### 言語
| 言語集団調査（2011年） | 言語集団調査（2011年） | 言語集団調査（2011年） | 言語集団調査（2011年） | 言語集団調査（2011年） |
| ---------------------- | ---------------------- | ---------------------- | ---------------------- | ---------------------- |
|                        |                        |                        |                        |                        |
| ドイツ語               | ドイツ語               |                        | 97.77%                 | 97.77%                 |
| イタリア語             | イタリア語             |                        | 2.14%                  | 2.14%                  |
| ラディン語             | ラディン語             |                        | 0.10%                  | 0.10%                  |

2011年に行われた、住民がドイツ語、イタリア語、ラディン語のいずれの「言語集団」に属するかの調査によれば（ボルツァーノ自治県#言語集団調査参照）、住民の約98%がドイツ語話者である。